# Thermomicrobia
Thermomicrobia je třída bakterií v rámci kmene Thermomicrobiota, dříve řazená do kmene Chloroflexi, přestože je z něj někdy vyřazována jako samostatný kmen. Jsou to termofilní bakterie.